# SN 2012br
SN 2012br – supernowa typu II P, odkryta 28 marca 2012 roku w galaktyce A122417+1855. W momencie odkrycia, miała maksymalną jasność 17,8m.